# Dança House
House dance é uma social dance dançada inicialmente seguindo as batidas da chamada house music a qual tem suas raízes nos clubes de Chicago e Nova Iorque. Os elementos principais da dança são "Footwork" e "Jacking". House dance é uma dança mais improvisada do que coreografada com ênfase em movimentos de pernas rápidos e complexos  combinados com movimentos fluídos do tronco. Nesse estilo, os braços não têm muita importância. Alguns dançarinos de house também se utilizam de um estilo de dança chamado Lofting, uma mistura de Capoeira de Angola com movimentos de solo do Jazz. Todavia, apesar de oferecer mais elementos à dança, o lofting não é obrigatório para se dançar a house dance. O Lofting era dançado antes do house dance nas festas do DJ Mancuso chamada The Lofting no Paradise Garage.

## Características
House Dance é um amálgama das danças disco com um movimento de tronco chamado Jacking. Esse movimento surgiu nos clubes de Chicago e era realizado quando muitos dos frequentadores já estavam sob influência de drogas.
A dança House retira seus movimentos de outros estilos, principalmente da Salsa, Tap, Hip hop, Afro e Jazz. Todavia, por ter sido uma dança surgida nos clubes, há também os elementos pessoais de cada dançarino envolvidos. Por existirem dançarinos de diversas origens compartilhando a mesma pista, houve (e há, ao menos em Nova Iorque) muitas trocas de informações na origem desse estilo de dança. A House Dance é uma dança social antes de ser uma dança de competições. Se presta antes à união e à diversão do que ao virtuosismo e demonstração de habilidades. Se um dançarino esquece-se da música para fazer movimentos de dificuldade elevada, não está dançando house.  
Nesse estilo, há uma ênfase nos ritmos sutis e refrães da música com os movimentos de perna seguindo-os de perto
Entre os pioneiros da House Dance temos Ejoe Wilson, Brian "Footwork" Green, Tony McGregor, Marjory Smarth, Caleaf Sellers, "Brooklyn" Terry Wright, Shannon Mabra, Tony "Sekou" Williams, Shannon Selby (aka Shan S), Voodoo Ray, Chris Sawyer e muitos outros. Alguns antes deles como  Bravo, Karate Kris, Archie Burnett, Manny bem como muitos lofters e pessoas comuns que frequentaram festas como Paradise Garage, Studio 54 e The Loft.